# NGC 4025
NGC 4025 est une vaste galaxie spirale barrée située dans la constellation de la Grande Ourse. NGC 4025 a été découverte par l'astronome germano-britannique William Herschel en 1787.

## Caractéristiques
La classe de luminosité de NGC 4025 est III-IV et elle présente une large raie HI.

### Distance
Sa vitesse par rapport au fond diffus cosmologique est de 3 481 ± 18 km/s, ce qui correspond à une distance de Hubble de 51,3 ± 3,6 Mpc (∼167 millions d'al).
À ce jour, quatre mesures non basées sur le décalage vers le rouge (redshift) donnent une distance de 37,975 ± 6,644 Mpc (∼124 millions d'al), ce qui est à l'extérieur des valeurs de la distance de Hubble. Notons cependant que c'est avec la valeur moyenne des mesures indépendantes, lorsqu'elles existent, que la base de données NASA/IPAC calcule le diamètre d'une galaxie et qu'en conséquence le diamètre de NGC 4025 pourrait être d'environ 67,2 kpc (∼219 000 al) si on utilisait la distance de Hubble pour le calculer.

### Brillance de surface
En raison d'une brillance de surface égale à 14,96 mag/am2, on peut qualifier NGC 4025 de galaxie à faible brillance de surface (LSB en anglais pour low surface brightness). Les galaxies LSB sont des galaxies diffuses (D) avec une brillance de surface inférieure de moins d'une magnitude à celle du ciel nocturne ambiant.